# Leptosomatum keiense
Leptosomatum keiense is een rondwormensoort uit de familie van de Leptosomatidae. De wetenschappelijke naam van de soort is voor het eerst geldig gepubliceerd in 1930 door Micoletzky.